# Tivoli Storage Manager
Tivoli Storage Manager (TSM) é um software de backup e recuperação de dados de classe empresarial, baseado em políticas centralizadas. O software permite que o usuário insira objetos não só através de backup, mas também através de gestão de espaço e de ferramentas de arquivamento. Ele também permite a recuperação dos mesmos dados via métodos para restaurar ou recuperar correspondentes aos métodos de backup e arquivamento.
Este produto é parte do conjunto de produtos IBM Spectrum Protect e não está relacionado com o Tivoli Management Framework.